# 我的太太是魔法少女
《我的太太是魔法少女》（日语：奥さまは魔法少女）是日本電視動畫作品，由J.C.STAFF製作動畫，在2005年7月3日開始播放，全部共有13集。臺灣是由普威爾公司代理發售正體中文版。後來陸續發售漫畫、CD等相關作品。

## 登場角色
浅羽嬉子（配音：井上喜久子）
本作女主角，27歲家庭主婦，真實身份是來自魔法世界利魯姆（リルム）的魔法少女，本名是。
神乐巽（配音：岸尾大輔）
本作男主角，22歲大學生，田徑部的部員。
浅羽保（配音：小杉十郎太）
40歲文學小說家，嬉子的老公。
紅沙耶香（配音：清水愛）
12歳魔法少女新人，本名是。
本平舞子（配音：峰あつ子）
78歳老婆婆，本名是。
美杉紀（配音：平松晶子）
嬉子的26歲親友，本名是。
美杉彩佳（配音：釘宮理恵）
紀的4歲女兒。
谷嶋由貴（配音：天野由梨）
28歲明倫小學保健醫生和魔法少女，本名是。
金城乌努努（配音：白鳥由里）
21歳接待員，本名是。
绫濑裕子（配音：浅野真澄）
和巽同校的20歳田徑部經紀人。

## 工作人員
- 原作：J.C.STAFF、錦織博、池口和彦[2]
- 監督：錦織博
- 劇本統籌：錦織博、松倉友二、池口和彦
- 角色設定：長谷川眞也
- 美術監督：柴田千佳子
- 色彩設定：石田美由紀
- 撮影監督：福世晋吾
- 編輯：西山茂
- 音樂：近藤研二、関島岳郎
- 演奏：ワンダーランド室内管弦楽団
- 音響監督：鶴岡陽太
- 製作人：吉沼忍、日高功、松倉友二
- 動畫製作：J.C.STAFF
- 製作：奥さまは魔法少女製作委員会（MediaWorks、東芝エンタテインメント、J.C.STAFF、トラム、Kids Station）

## 製作團隊
- 原作 - J.C.STAFF、錦織博、池口和彥
- 監督 - 錦織博
- 系列構成 - 錦織博、松倉友二、池口和彥
- 人物設計 - 長谷川眞也
- 美術監督 - 柴田千佳子
- 色彩設定 - 石田美由紀
- 攝影監督 - 福世晋吾
- 編輯 - 西山茂
- 音樂 - 近藤研二、關島岳郎
- 演奏 - Wonderland室内管弦樂團
- 音響監督 - 鶴岡陽太
- 製作人 - 吉沼忍、日高功、松倉友二
- 動畫製作 - J.C.STAFF
- 製作 - 我的太太是魔法少女製作委員會（MediaWorks、東芝娛樂、J.C.STAFF、Trams、Kids Station）

## 主題曲
片頭曲
作詞、作曲：日向惠，編曲：水島康貴，演唱：メロキュア（岡崎律子&日向惠）
片尾曲「jewelry」
作詞：柚木美祐，作曲、編曲：水島康貴，演唱：浅羽嬉子（井上喜久子）

## 各話列表
| 話數   | 日文標題 | 中文標題                   | 劇本     | 分鏡            | 演出              | 作畫監督          |
| ------ | -------- | -------------------------- | -------- | --------------- | ----------------- | ----------------- |
| 第1話  |          | 接吻是不行的喔，就是這樣   | 桶谷顕   | 錦織博          | 錦織博            | 長谷川眞也        |
| 第2話  |          | 燉肉OK喔，就是這樣         | 桶谷顕   | 大畑清隆        | 大畑清隆          | 佐野英敏          |
| 第3話  |          | 大人也是小孩，就是這樣     | 關島眞頼 | 增井壮一        | 松本佳久          | 龜井治            |
| 第4話  |          | 午後陣雨很危險喔，就是這樣 | 桶谷顕   | 高田耕一        | 高田耕一          | 本村晃一          |
| 第5話  |          | 是大人就OK喔，就是這樣     | 桶谷顕   | 三浦辰夫        | 三浦辰夫          | 赤尾良太郎        |
| 第6話  |          | 何謂大人的魅力，就是這樣   | 桶谷顕   | 錦織博          | 錦織博            | 長谷川眞也        |
| 第7話  |          | 近在眼前的吻，就是這樣     | 關島眞頼 | 駒井一也 錦織博 | 三芳宏之          | 橋本英樹          |
| 第8話  |          | 心繫伊人，就是這樣         | 桶谷顕   | 增井壮一        | 松本佳久          | 本村晃一          |
| 第9話  |          | 不要留下遺憾，就是這樣     | 桶谷顕   | 幅文二郎        | 田中基樹          | 龜井治            |
| 第10話 | 心       | 敞開心扉，就是這樣         | 關島眞頼 | 增井壮一        | 三浦辰夫          | 片岡英之 岩倉和憲 |
| 第11話 |          | 秋風吹起，就是這樣         | 桶谷顕   | 幅文二郎        | 山田一夫          | 藤井昌宏          |
| 第12話 |          | 長存於心，就是這樣         | 桶谷顕   | 幅文二郎        | 松本佳久 三芳宏之 | 龜井治 片岡英之   |
| 第13話 |          | 你就在那裡，就是這樣       | 桶谷顕   | 錦織博          | 錦織博            | 長谷川眞也        |

## 播放電視台
日本深夜動畫：下文記載的日本国内播放時間使用日本標準時間（UTC+9）表示。因為部分時間标识會採用30小时制，因此請留意这类超过24:00的时间，其實際播放時間為翌日清晨。
| 播放地區 | 播放電視台   | 播放日期              | 播放時間                  |
| -------- | ------------ | --------------------- | ------------------------- |
| 千葉縣   | 千葉電視台   | 2005年7月3日－9月25日 | 星期日 24時00分－24時30分 |
| 埼玉縣   | 埼玉電視台   | 2005年7月3日－9月25日 | 星期日 25時05分－25時35分 |
| 神奈川縣 | 神奈川電視台 | 2005年7月4日－9月26日 | 星期一 24時45分－25時15分 |
| 兵庫縣   | SUN電視台    | 2005年7月5日－9月27日 | 星期二 24時00分－24時30分 |
| 愛知縣   | 愛知電視台   | 2005年7月5日－9月27日 | 星期二 27時58分－28時28分 |
| CS放送   | Kids Station | 2005年7月8日－9月30日 | 星期五 24時00分－24時30分 |

## 網路廣播
網路電台TE-A room在2005年6月3日開始播放我的太太是魔法少女的網路廣播「お姉ちゃんは魔法少女?」，播放全部共有8回，由井上喜久子（浅羽嬉子）擔任主持人。

## 相關商品

### 漫畫
漫畫由かんの糖子負責作畫，於月刊電擊Comic Gao!從2005年2月號到2006年8月號期間進行連載。單行本全3冊。
| 冊數 | MediaWorks    | MediaWorks             |
| 冊數 | 發售日期      | ISBN                   |
| ---- | ------------- | ---------------------- |
| 1    | 2005年6月27日 | ISBN 978-4-84-023103-9 |
| 2    | 2006年1月27日 | ISBN 978-4-84-023323-1 |
| 3    | 2006年7月27日 | ISBN 978-4-84-023539-6 |

### CD
- 奥さまは魔法少女 奥さまは17歳と3,652日!
- 奥さまは魔法少女 主題歌
- 奥さまは魔法少女 魔法少女はアニエス? クルージェ?
- わたしの、生まれた町だから…魔法じかけの音楽帳 ～奥さまは魔法少女 オリジナル・サウンドトラック～

## 外部連結
- 奥さまは魔法少女 （页面存档备份，存于）動畫官方網站（日語）
- お姉ちゃんは魔法少女?網路廣播官方網站（日語）